# Umbuygamu
Umbuygamu är ett utdött australiskt språk. Umbuygamu talades i Queensland. Umbuygamu tillhörde de pama-nyunganska språken.